# Бабель, Пьер-Эдм
Пьер-Эдм Бабель, также Поль-Эмиль Бабель (фр. Pierre-Edme Babel, Paul-Emile Babel; 11 ноября 1719, Париж — 26 октября 1775, Кель, Баден-Вюртемберг, Германия) — французский рисовальщик, гравёр и резчик-орнаменталист по дереву.

## Биография
Пьер-Эдм Бабель родился 11 ноября 1719 года в Париже в приходе Сент-Маргерит (ныне 11-й округ). О его жизни и обучении известно очень мало. 11 ноября 1748 года женился на швее Анжелике Дарси. Большую часть времени они работали вместе, управляя магазином и работая дома на сдельной основе. Их дочь, Катрин-Анжелика Софи Бабель, родившаяся 9 февраля 1750 года, вышла замуж 16 февраля 1767 года за Пьера Дёмье-сына (1742—1812), слесаря и подрядчика Королевских построек (Bâtiments du roi).
Пьер-Эдм скорее всего учился ремеслу резчика у отца. Вначале он специализировался на обработке дерева, изготовлении мебели и резных рам. Начиная с 1738 года он рисовал и гравировал виньетки в техниках офорта и резца для различных издательств в Париже.
В 1751 году он был избран на два года директором-попечителем мастеров живописи и скульптуры в Академии Святого Луки. 16 октября 1759 года получил звание мастера. Его учеником был Пьер-Филипп Шоффар.
Пьер-Эдм Бабель гравировал различные композиции, связанные с изображениями городских празднеств и торжеств. Он является автором иллюстраций к «Французской архитектуре» Блонделя (1752—1756, 4 тома in-folio), тридцати пяти иллюстраций к первой книге «ювелирных изделий и бижутерии», а также нескольких сюжетных гравюр, в том числе «Фетида и ее нимфы» по мотивам Ле Бланка.
Пьер-Эдм проектировал и выполнял резьбу мебели для дворца в Версале, в том числе кровати королевы и кровати зимней спальни Людовика XVI (1766), а также поставлял мебель для Салона Мира. Среди этих работ для Версаля было двадцать четыре геридона, доставленных в 1769 году и предназначавшихся для украшения Зеркального зала в преддверии женитьбы дофина.
Для внутреннего кабинета графини Дюбарри в замке Сен-Юбер Бабель изготовил гарнитур мебели из дерева (1770—1771). Этот гарнитур впоследствии использовался в апартаментах принцессы Ламбаль в замке Фонтенбло.

## Галерея

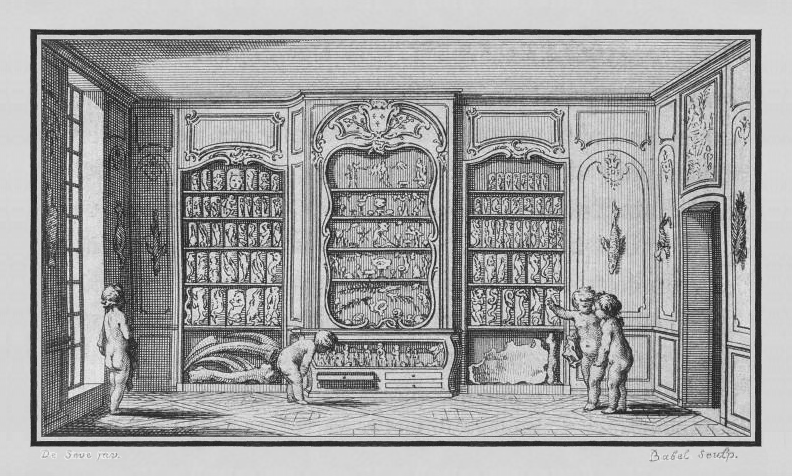
Кабинет редкостей. Иллюстрация «Общей и частной истории природы с описанием Королевского кабинета». Том III, Париж. 1749. Офорт
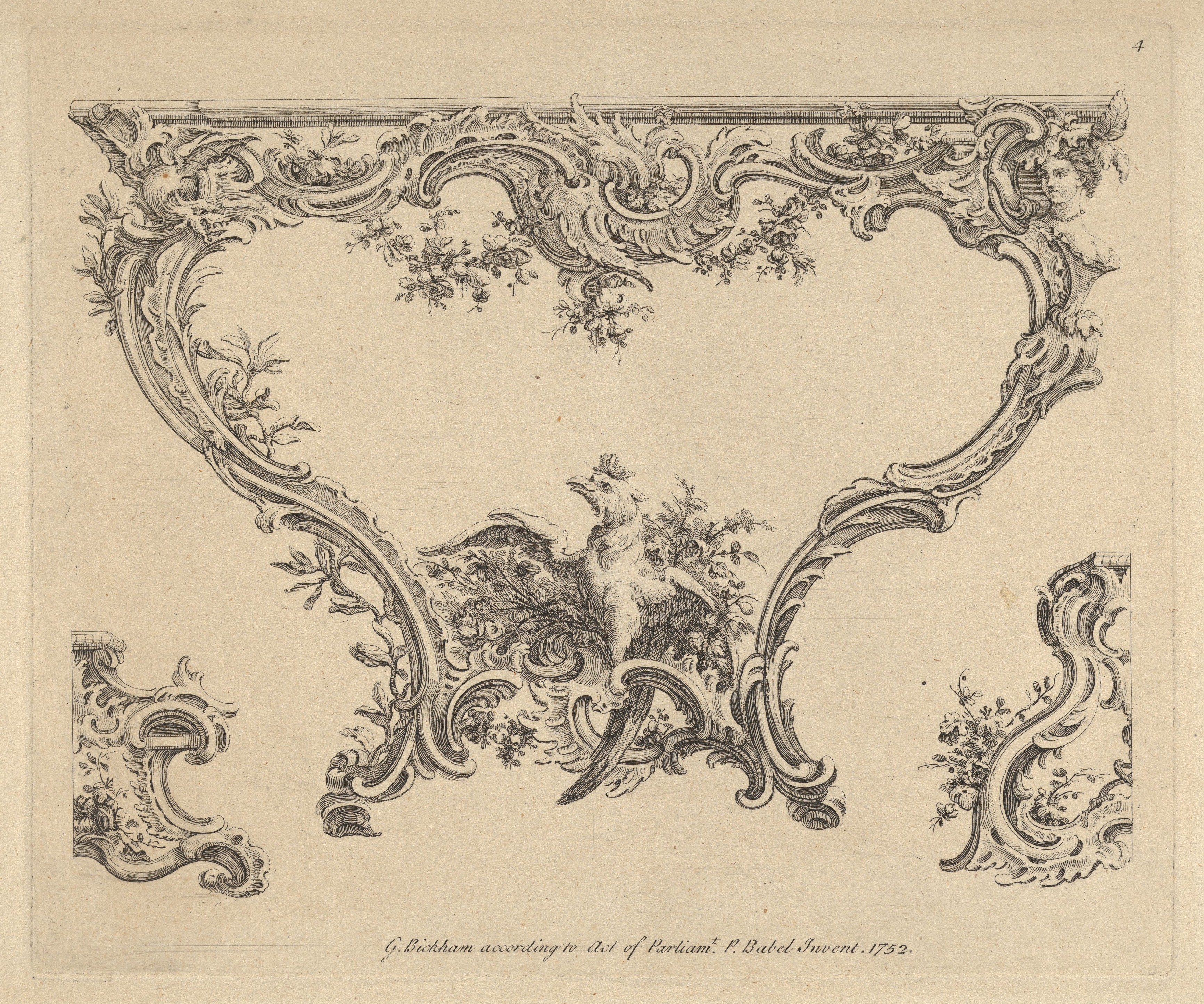
Проект консоли. 1752. Офорт
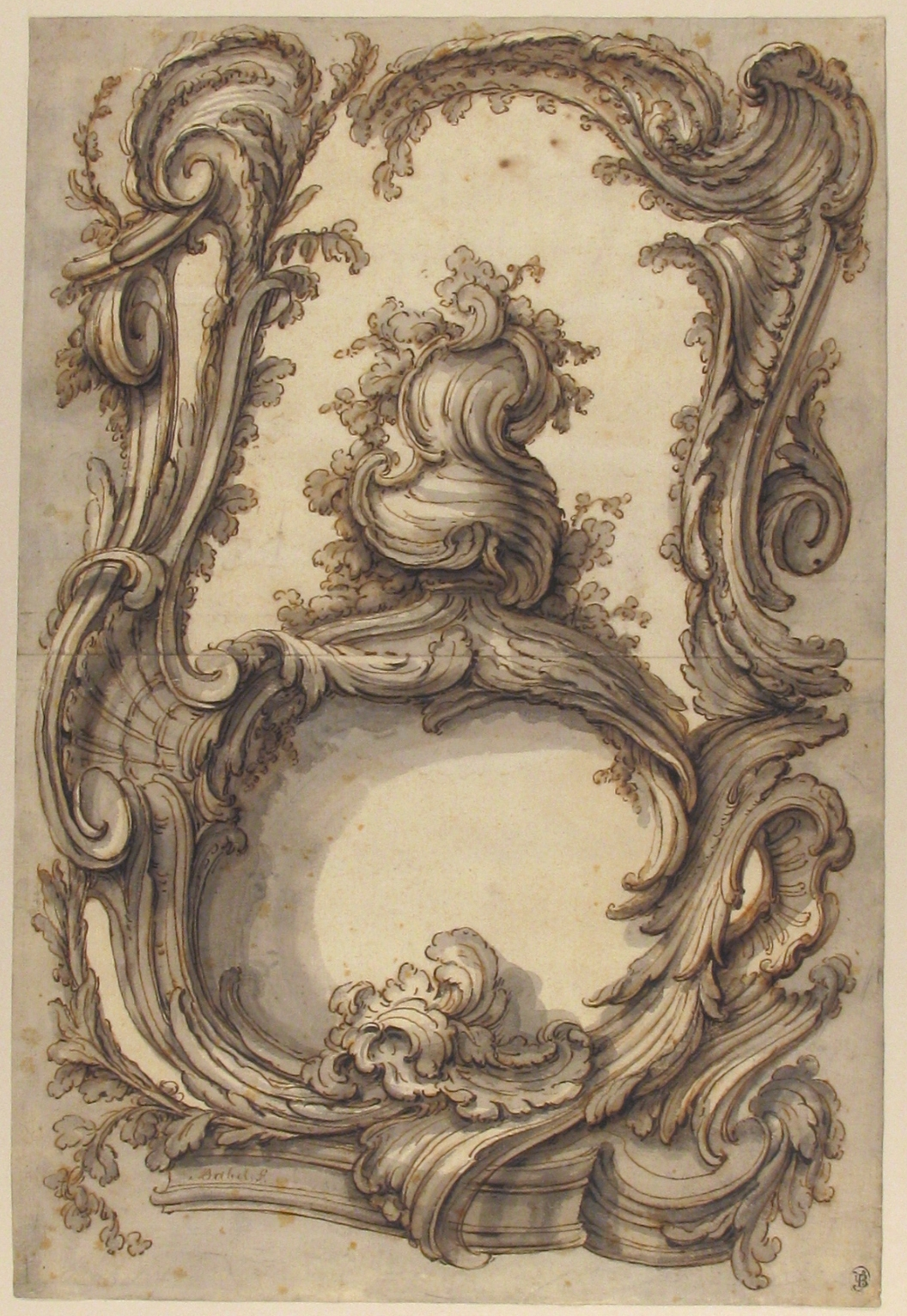
Эскиз картуша. Бумага, тушь, перо, кисть. Метрополитен-музей, Нью-Йорк
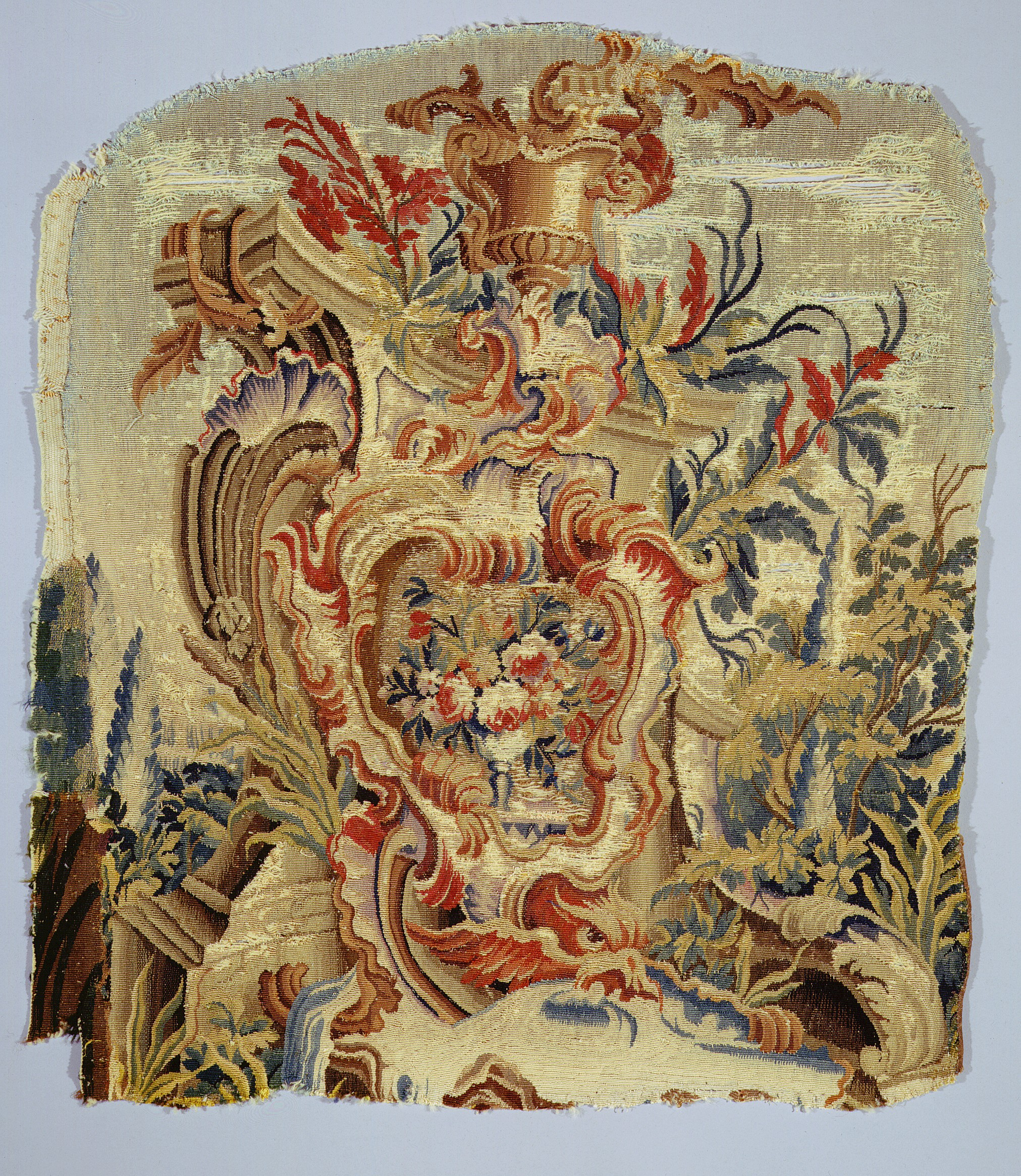
Рокайльный картуш с цветами. Фрагмент шпалеры по рисунку П.-Э. Бабеля. Между 1735 и 1750. Мануфактура Бове
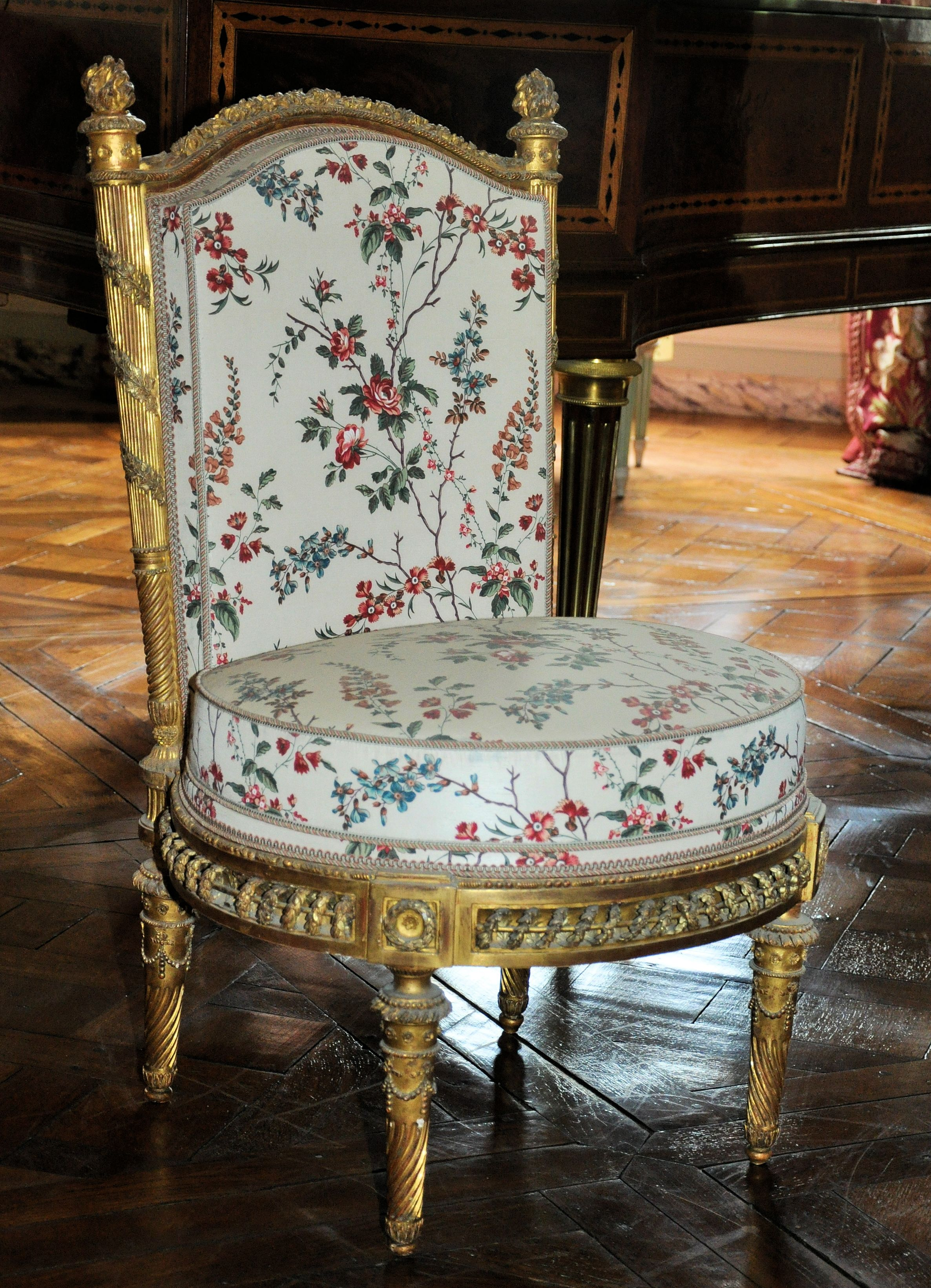
Кресло. 1780—1781. Малый Трианон, Версаль
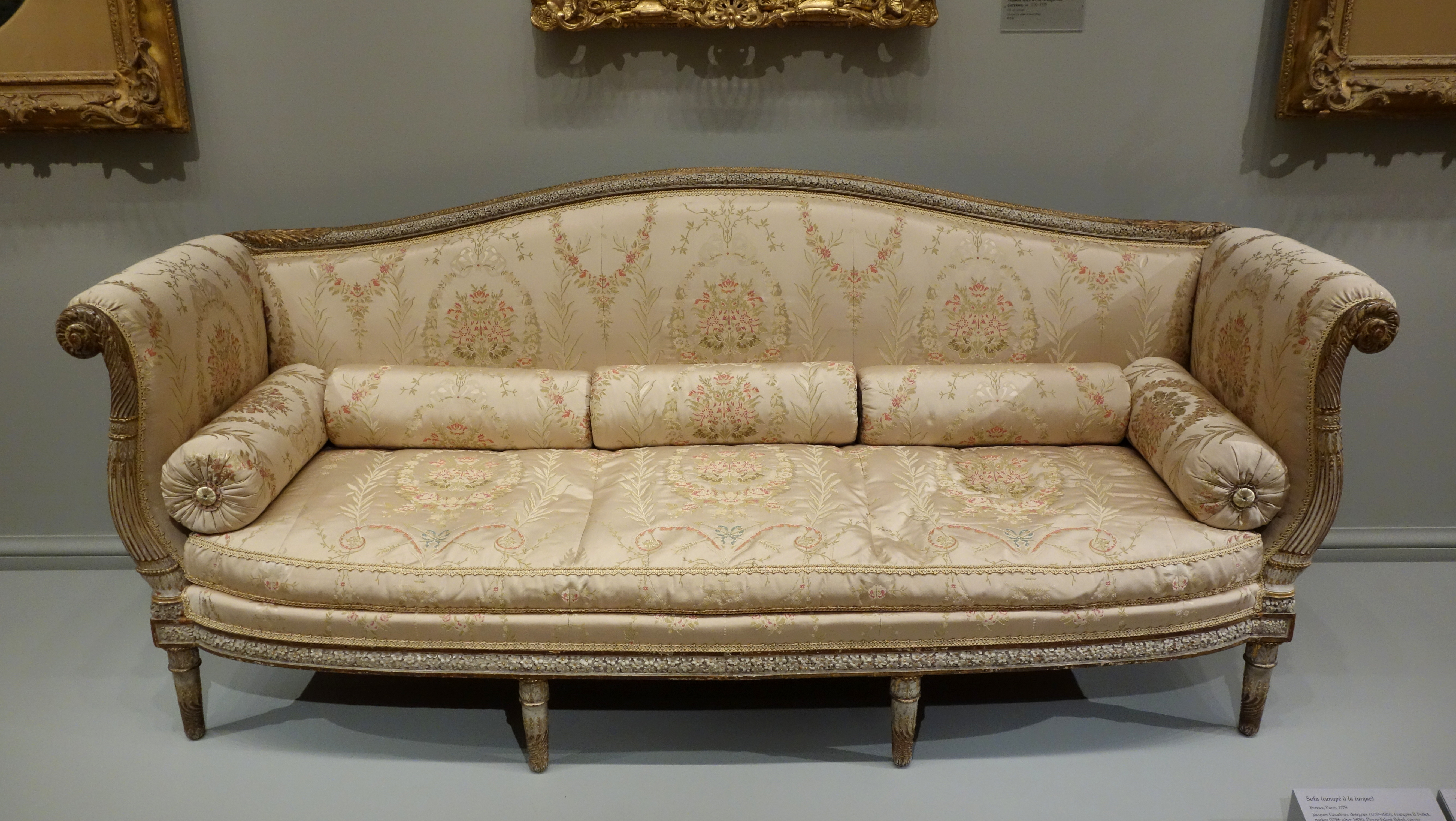
Диван «а ла тюрк» для гостиной Марии-Антуанетты в Версале. 1779. Проект Ж. Гондуэна, резьба П.-Э. Бабеля
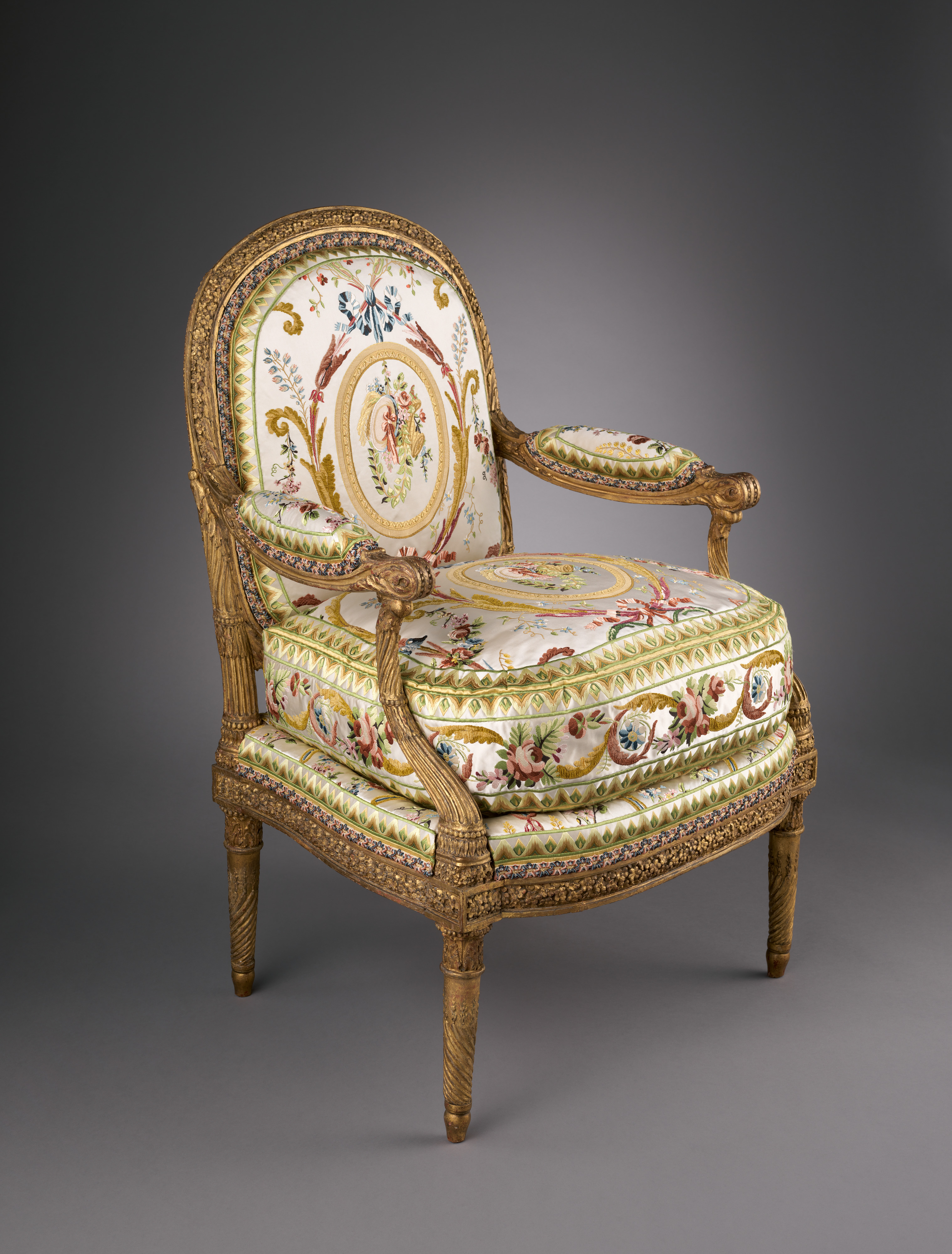
Кресло. 1779. Проект Ж. Гондуэна, резьба П.-Э. Бабеля. Метрополитен-музей, Нью-Йорк

## Альбомы проектов Бабеля, изданные в гравюрах
- «Suite de divers cartouches inventé par Babel sculpr», eau-forte et burin, Paris, François, [v. 1748—1759], in-folio, bibliothèque de l’INHA, collections Jacques Doucet, FOL EST 389.
- «Premier Livre de nouveaux dessins, de Serrureries. Inventé et gravé par Babel. || Avec Privilège du Roy», eau-forte et burin, Paris, Aveline, [v. 1748—1759], in-folio, bibliothèque de l’INHA, coll. Jacques Doucet, NUM FOL RES 83.
- «Recueil || d’ornements || et Fleurs d’après Babel. || utile aux Artistes. || Dédié A Monsieur Dumarest Ciseleur», eau-forte, Paris, chez J.-C. François et F. Jollain, [v. 1748—1759], in-8, H. 0m205 x L. 0m150, bibliothèque de l’INHA, coll. Jacques Doucet, NUM FOL EST 388.
- «Suitte d’Ornemens et Fleurs utile aux Artistes, Inventés par Babel sculpteur. A Paris. Avec Privilege du Roi», eau-forte, [v. 1748—1759], in-8, bibliothèque de l’INHA, coll. Jacques Doucet, NUM FOL EST 388.
- «Fragments d’Ornemens || d’après Babel, Sculpteur. || à Paris», eau forte, Paris, chez François, [v. 1748—1759], in-folio, bibliothèque de l’INHA, coll. Jacques Doucet, 4 RES 82.
- [Ornements, cartouches, fontaines], eau-forte, Paris, chez J. Chéreau et J.-G. Huquier, [v. 1748—1759], in-folio, bibliothèque de l’INHA, coll. Jacques Doucet, NUM FOL EST 486.